# Museu de Guissona
El Museu de Guissona Eduard Camps és un museu arqueològic que es troba a la vila de Guissona. Va ser fundat l'any 1952 per iniciativa del metge i erudit local Eduard Camps i Cava, i està ubicat al costat del jaciment de la ciutat romana de Iesso. L'actual seu del Museu fou inaugurada el setembre de 2011 a l'edifici "Fassina".

## Història
El primer emplaçament del Museu va ser als baixos de la casa de la vila, a mitjan segle xx, quan Eduard Camps i Cava va donar a l'Ajuntament de Guissona una important col·lecció d'objectes arqueològics, històrics i artístics que havia recuperat a la Plana de Guissona.
El 1983 la col·lecció es va traslladar a una nova ubicació: a la capella de l'antic hospital de Guissona. En aquest nou lloc, la col·lecció es va ampliar amb peces cedides per altres aficionats locals, que durant anys les havien estat recollit, però la manca d'un discurs expositiu i d'una articulació museística va fer que molts dipositants retiressin els objectes cedits i l'exposició, tot i que es va mantenir, va quedar reduïda.
L'any 1995 es va fundar el Patronat d'Arqueologia de Guissona format per l'Ajuntament de Guissona, el Consell Comarcal de la Segarra, la Diputació de Lleida, l'Institut d'Estudis Catalans i la Universitat Autònoma de Barcelona amb la voluntat de gestionar la recerca i la difusió del patrimoni arqueològic local.
Va ser l'any 2000 que es va inaugurar un nou museu. Es va situar al mateix lloc on hi havia l'anterior, a la capella de l'antic hospital de la vila, i es va crear a partir d'una línia museogràfica rigorosa i científica, sota l'abric del Patronat d'Arqueologia de Guissona fundat l'any 1995.
Tanmateix, l'augment constant del material i els objectes recuperats en les excavacions arqueològiques de la ciutat romana de Iesso va portar a la necessitat de fer un nou museu, més gran, modern, accessible i que representes millor els treballs arqueològics de Guissona i la significació del jaciment romà. Per aquests motius, el 2010 van començar les obres per rehabilitar la planta baixa de l'edifici Fassina per convertir-la en la nova seu del Museu de Guissona Eduard Camps. El setembre de 2011 es va inaugurar tot l'equipament, que uneix el Museu de Guissona Eduard Camps i el Parc Arqueològic de la ciutat romana de Iesso.

## Col·lecció
A les diverses sales del museu es fa un repàs de la història de la plana de Guissona des dels primers pobladors a la prehistòria fins a l'època romana. En els primers espais de l'exposició permanent hi trobem les referències al metge Eduard Camps i part de la seva col·lecció de béns arqueològics prehistòrics i recuperats de les excavacions a la plaça Vell Pla l'any 1933.
A continuació, hi trobem el gruix principal de l'exposició, dedicada a la formació i consolidació de l'antiga ciutat romana de Iesso, situada en part, al subsòl de Guissona. Les peces recuperades durant els últims trenta anys d'excavacions permeten fer un recorregut pels diferents àmbits excavats en el jaciment i també apropar-se a la quotidianitat d'una ciutat antiga fundada al segle i aC.

## Equipaments
- Parc Arqueològic de la ciutat romana de Iesso
- Jaciment arqueològic de Puig Castellar (Biosca)[5][6]

## Patrimoni destacat
- Làpida funerària de Servil·la Praepusa del segle I dC.
- Genet romà de bronze
- Canonada de plom
- Pintures del triclinium de la domus de Iesso
- Pedestal Marc Caecili
- Pollaguera de bronze de l'edifici termal
- Estela funerària en llengua ibèrica
- Tègula amb les empremtes dels peus d'un infant (segle ii)[7]

## Premis i reconeixements
L'any 1995 el jaciment arqueològic de Iesso fou declarat Bé Cultural d'Interès Nacional (BCIN).
El parc arqueològic de la ciutat romana de Iesso i el Museu de Guissona Eduard Camps, inaugurats al setembre del 2011, ha rebut diversos guardons per la seva creativitat en el camp de la cultura i el patrimoni arqueològic. Destaquen el Premi Europeu AADIPA 2013 d'intervenció en el patrimoni arquitectònic, que lliura el Col·legi d'Arquitectes de Catalunya; el Premi Auriga 2012, en la categoria d'exposicions permanents, el premi en l'àmbit cultural que entrega el Consell Comarcal de la Segarra i dos reconeixements: un obtingut a la Biennal Espanyola d'Arquitectura i Urbanisme 2013. i l'altre en la categoria ciutat i paisatge dels Premis FAD 2012.
L'any 2016 el Museu s'incorpora al Registre de Museus Catalans (número 168) i s'integra a la Xarxa de Museus de les Terres de Lleida i l'Aran i a l'Arqueoxarxa.
L'any 2016, el Parc Arqueològic de la ciutat romana de Iesso es va convertir en seu del Campus d'Arqueologia de la UAB.

## Galeria fotogràfica

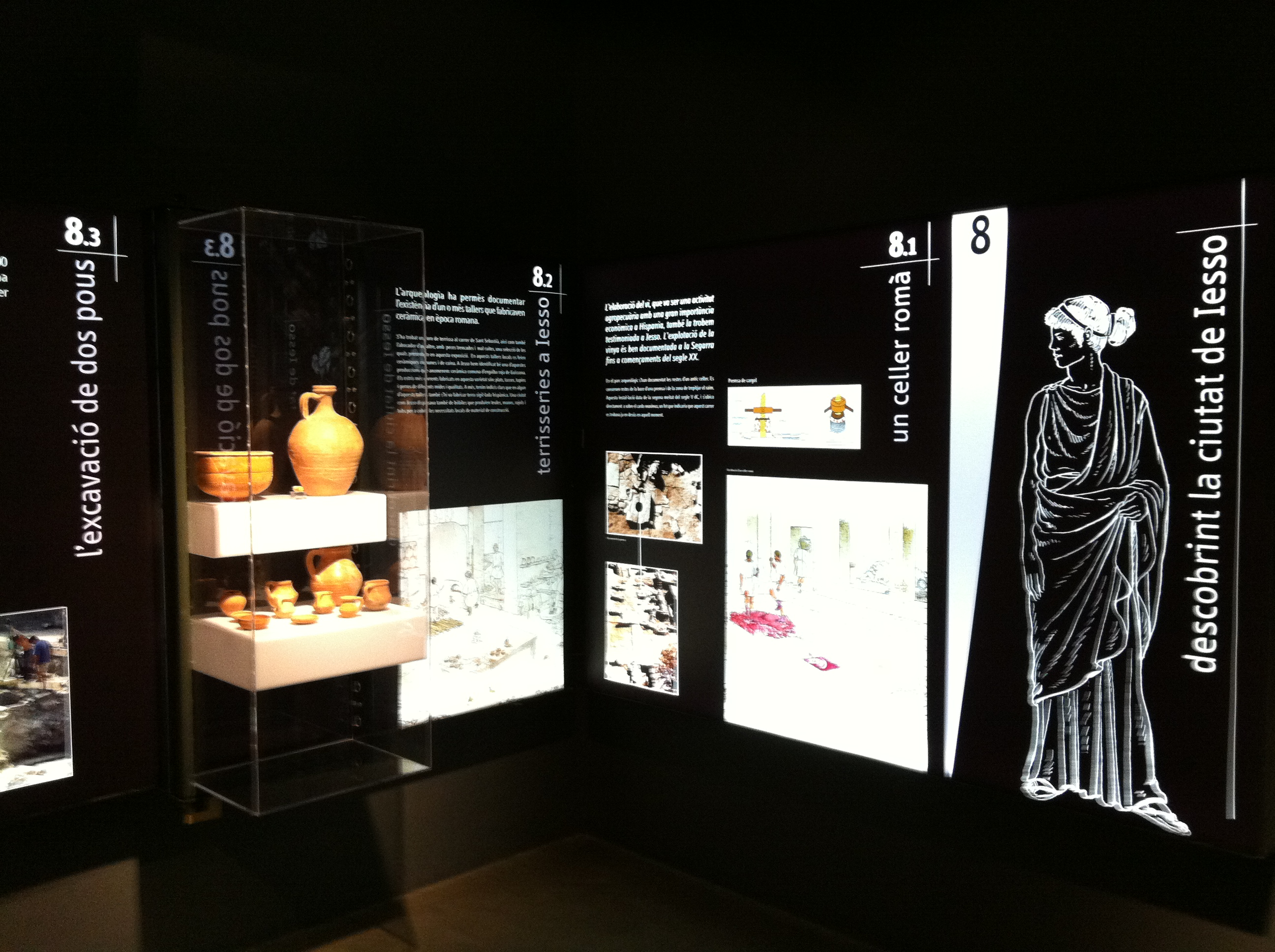
Interior del Museu de Guissona
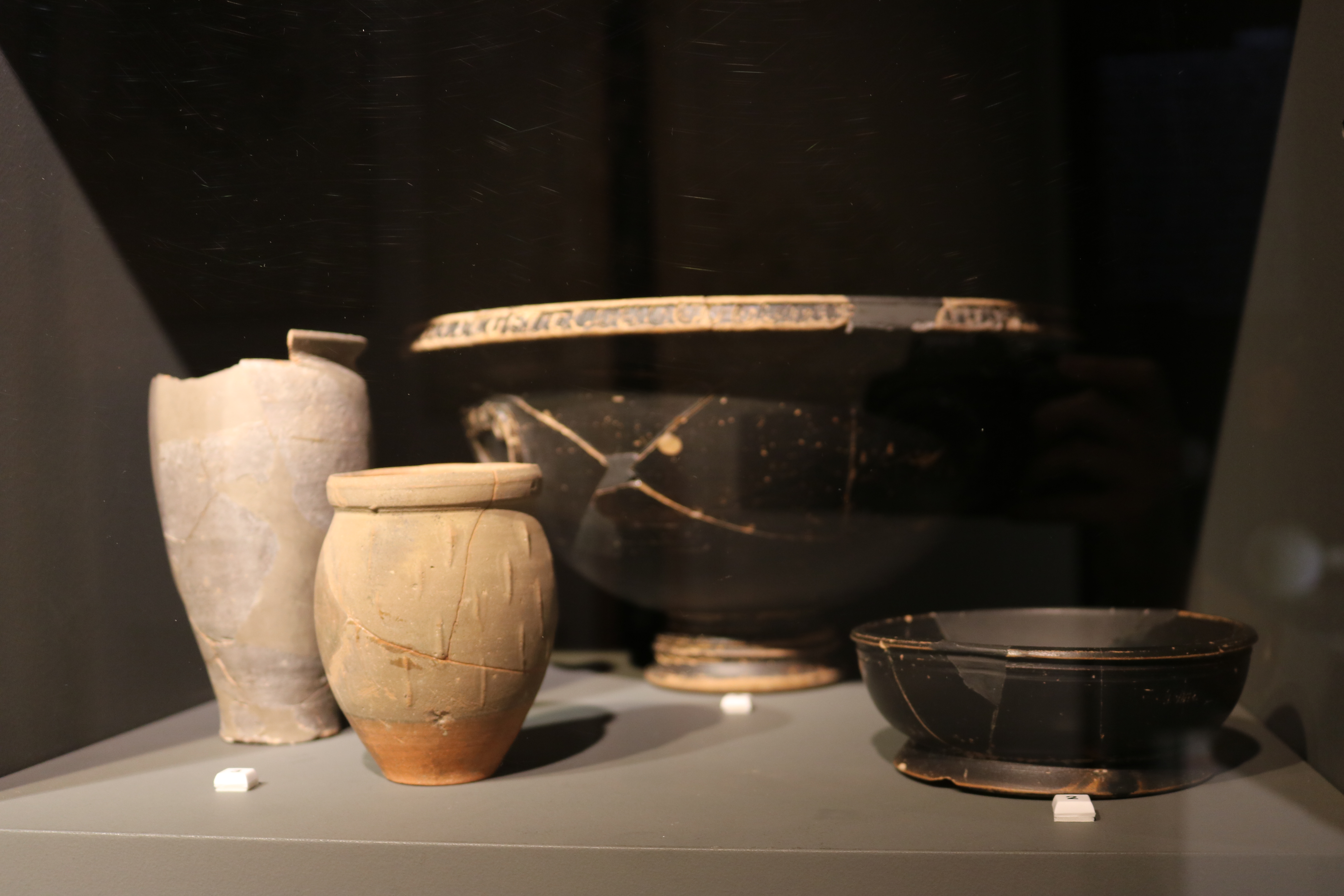
Vitrina del Museu de Guissona, amb una representació de ceràmica de taula.
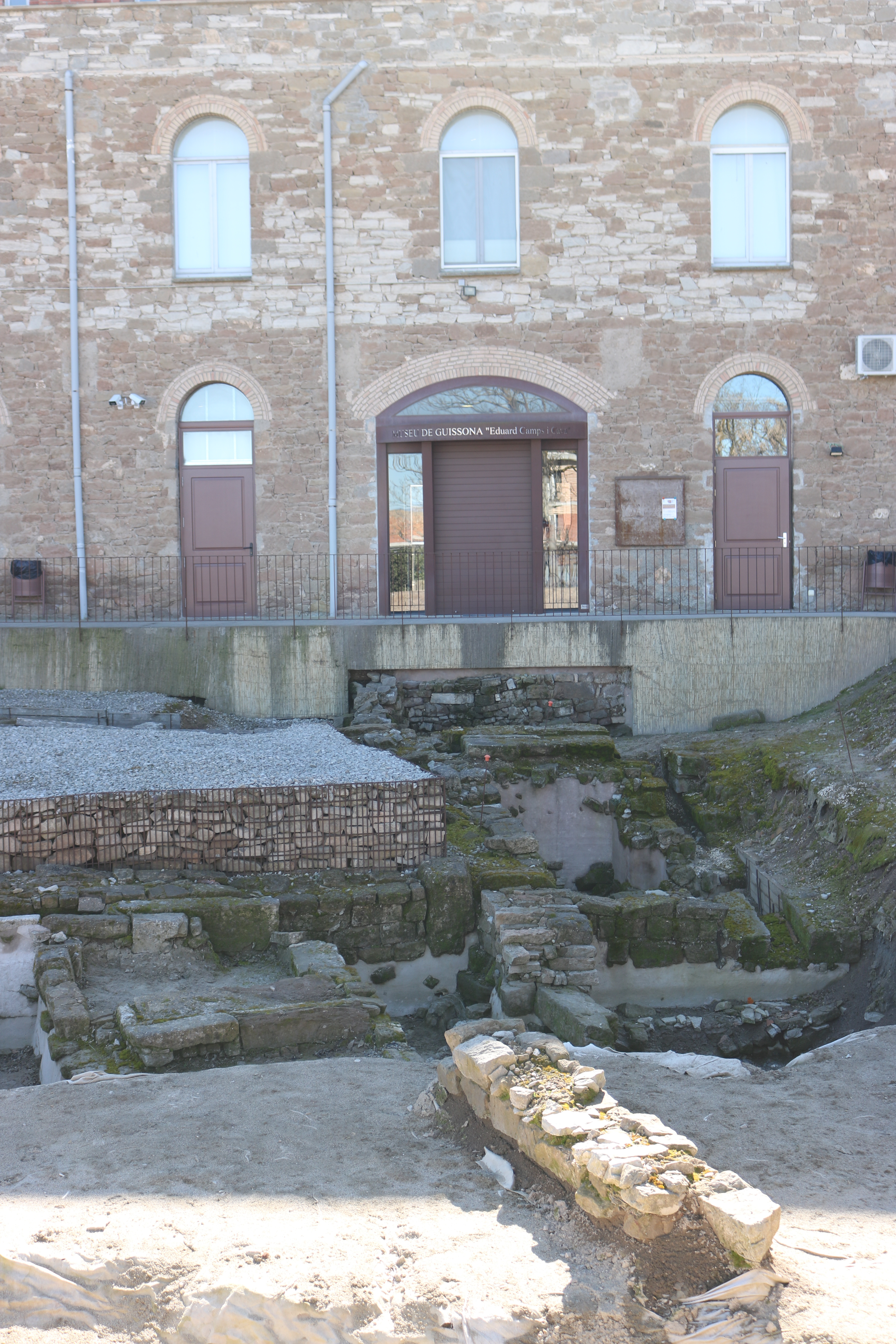
Vista exterior del Museu de Guissona, als baixos de l'edifici Fassina.
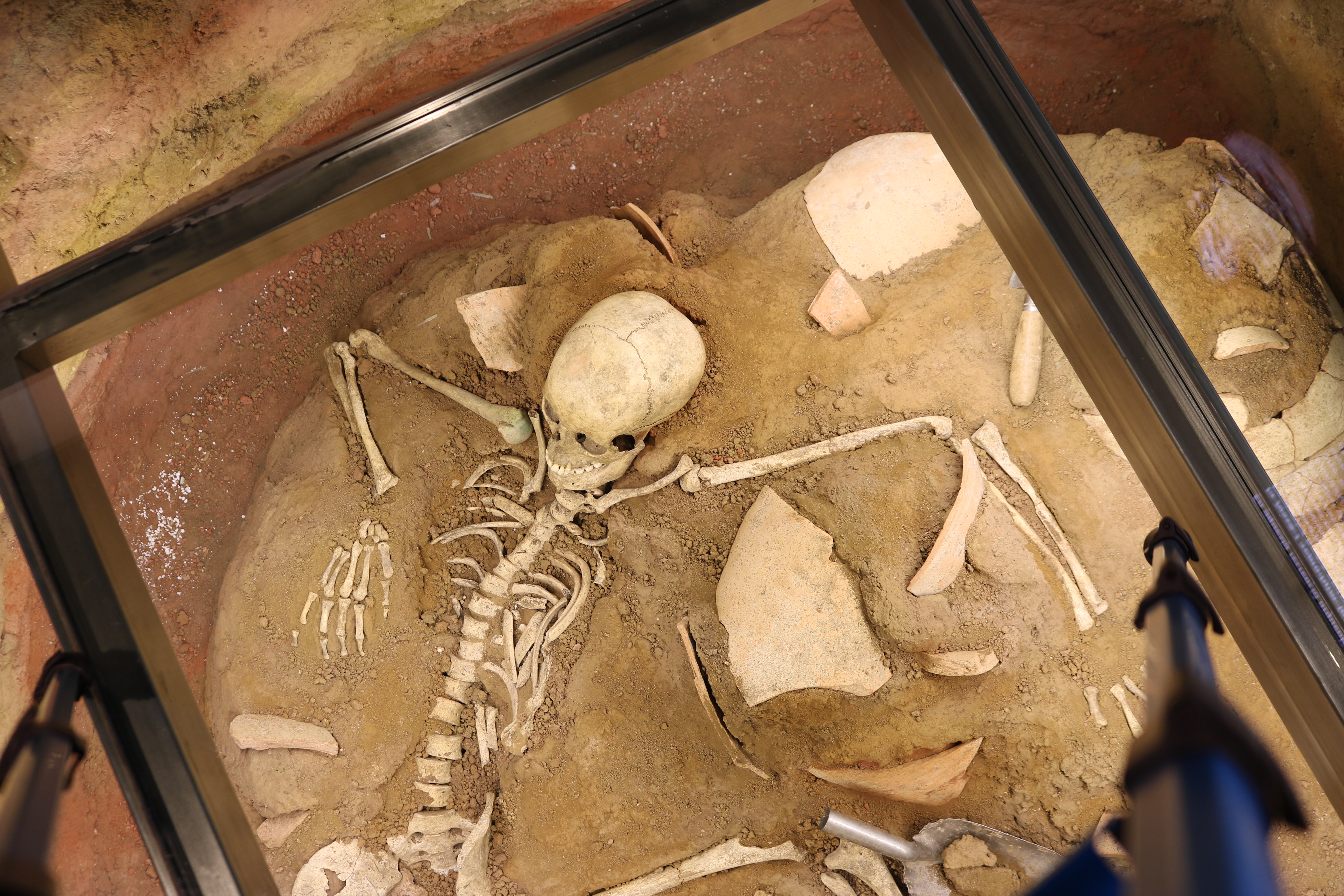
Esquelet que es troba enmig del Museu que recrea una fossa fundacional. Segle I aC
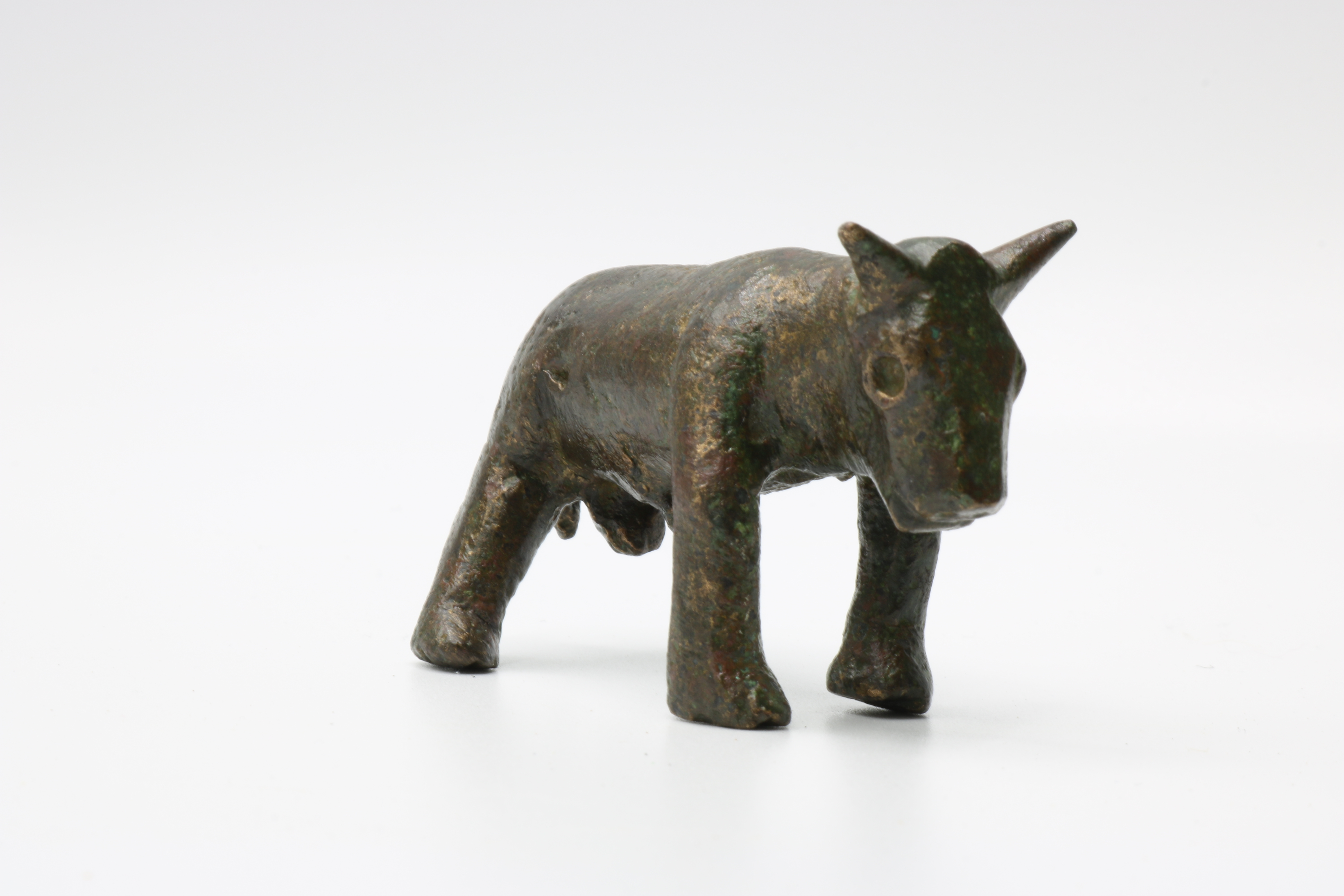
Peça arqueològica que representa un brau de bronze